# Babahoyo

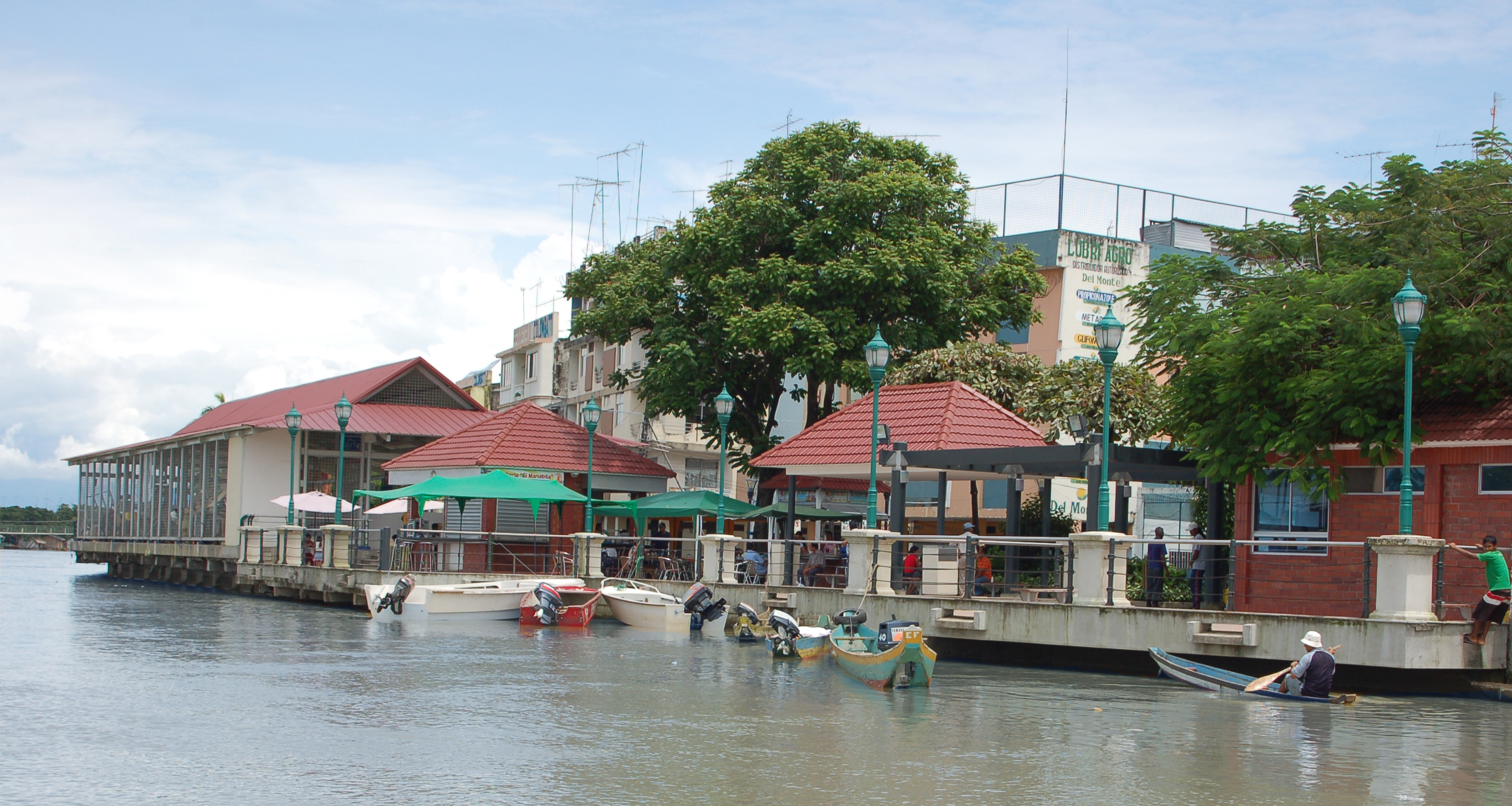

Babahoyo é uma cidade do Equador, capital da província de Los Ríos e do cantão de Babahoyo. Foi fundada em 30 de setembro de 1948 (Decreto Legislativo). A cidade está cercada por dois rios: rio San Pablo e rio Caracol, que se juntam para formar o rio Babahoyo, que, por sua vez, deságua no rio Guayas. De acordo com o censo realizado em 2001, Babahoyo possuía 76.869 habitantes.
- latitude: 1° 49' 00" Sul
- longitude: 79° 31' 00" Oeste
- altitude: 56 metros